# Harriotta
Harriotta es un género de peces cartilaginosos perteneciente a la familia Rhinochimaeridae.

## Distribución
Se pueden encontrar especies de Harriotta en las aguas profundas del talud continental alrededor de 380 a 2.600 m de profundidad en el Atlántico y el Pacífico. También se sabe que se encuentran en el Océano Índico frente del sur de Australia. También son comunes en el Atlántico norte, noroeste del Pacífico, y el sudoeste el Pacífico.

## Especies
El género Harriotta incluye tres especies:
- Harriotta avia Finucci,  Didier, Ebert, Green & Kemper, 2024[2]
- Harriotta haeckeli Karrer, 1972
- Harriotta raleighana Goode & Bean, 1895